# Bonifatius Sauer

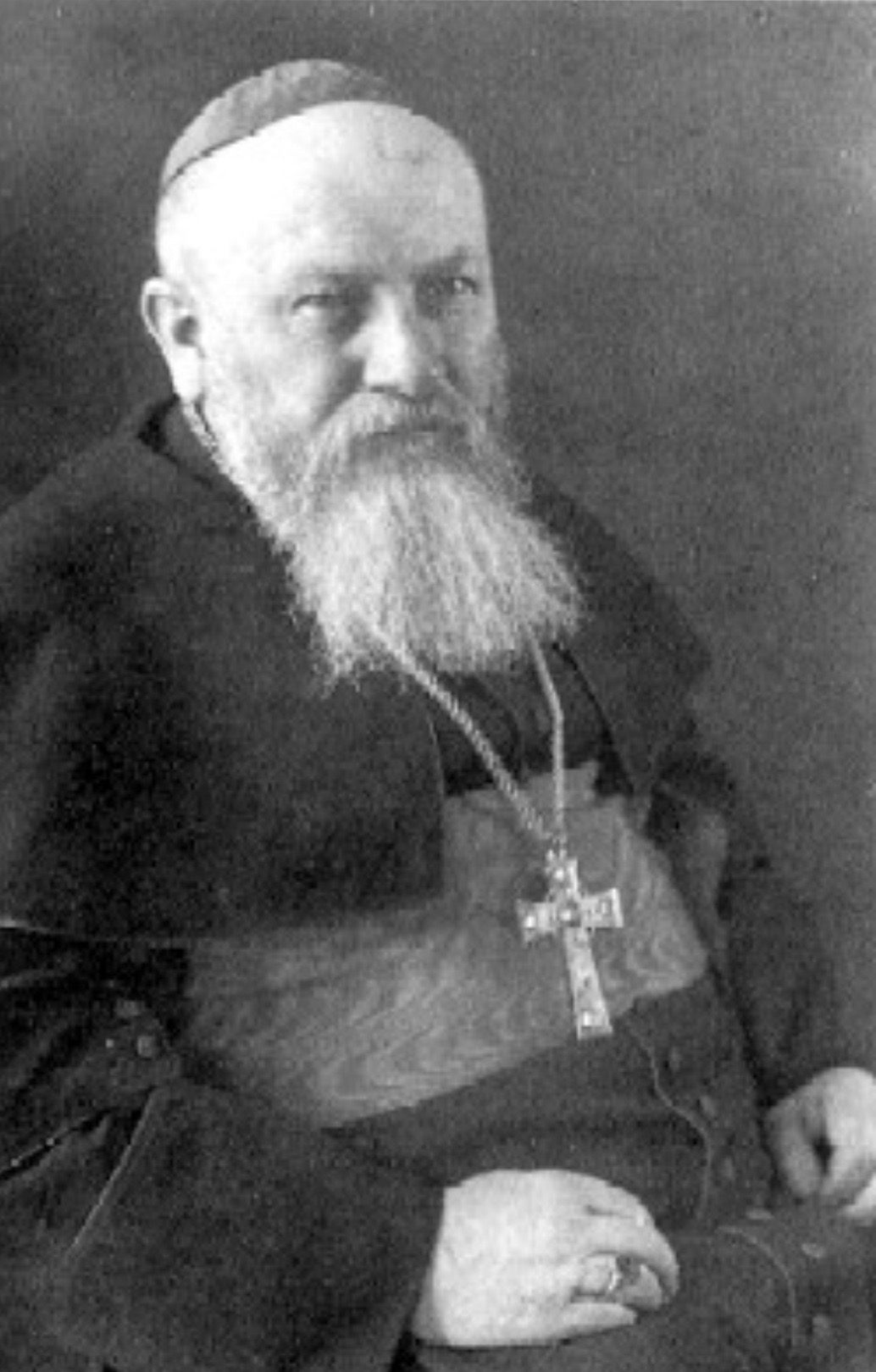
Mons. Bonifatius Sauer

Bonifatius Sauer OSB (* 10. Januar 1877 als Joseph Sauer in Oberufhausen; † 7. Februar 1950 in Pjöngjang) war ein deutscher Missionsbenediktiner, Begründer der deutschen Benediktinermission in Korea, Titularbischof von Appiaria, Apostolischer Vikar des Apostolischen Vikariats Kanko sowie Abtbischof der Exemten Abtei Tokwon. Er starb als Märtyrer der römisch-katholischen Kirche in einem nordkoreanischen Gefängnis. Am 10. Mai 2007 wurde für ihn zusammen mit 35 weiteren ermordeten Klerikern, Ordensschwestern und Ordensbrüdern die Seligsprechung eingeleitet.

## Leben
Sauer wurde 1877 in Oberrufhausen mit dem Taufnamen Joseph als Sohn des Landwirts Johann Nikolaus Sauer und dessen Ehefrau Franziska Sauer in einfachen Verhältnissen geboren. Trotz seiner Begabung musste er nach einer schweren Erkrankung des Vaters das Königliche Domgymnasium Fulda mit der mittleren Reife verlassen. 1899 trat er der Benediktinerkongregation von St. Ottilien bei. Am 4. Februar 1900 legte er das Ordensgelübde ab und nahm den Ordensnamen Bonifatius an. Im selben Jahr wird er in den Unterlagen des Königlich-bayerischen Lyceums Dillingen als Philosophiestudent geführt. Danach erscheint er nicht mehr im Jahresbericht. Am 26. Juni 1903 wurde er in Dillingen an der Donau zum Priester geweiht. Im Anschluss daran wurde ihm die Leitung des dortigen Studienhauses der Benediktiner, des Bonifatiuskollegs, übertragen. 1906 wurde die Niederlassung der Missionsbenediktiner in Dillingen zum Priorat erhoben und Sauer wurde ihr erster Prior.
1908 reiste der französische Apostolische Vikar von Korea, Gustave-Charles-Marie Mutel MEP, nach St. Ottilien, um Missionare für Korea zu gewinnen. Erzabt Norbert Weber wählte unter anderem Sauer aus und am 11. Januar 1909 erfolgte die Aussendung nach Korea. Ende Februar 1909 reiste Sauer mit seinem Mitbruder Dominikus Enshoff nach Korea und errichtete am Nordostrand der Stadt Seoul ein neues Kloster, das am 6. Dezember 1909 eröffnet wurde. Eine Woche später, am 13. Dezember, wurde das neue Kloster St. Benedikt zum Konventualpriorat erhoben und Sauer wurde der erste Prior. Bereits drei Jahre nach seiner Gründung wurde das Kloster zur Abtei erhoben und Sauer wurde am 15. Mai 1913 zu deren erstem Abt gewählt. Am 8. Juli 1913 wurde er in seinem Heimatkloster St. Ottilien durch Bischof Maximilian von Lingg benediziert. Das Kloster Seoul umfasste neben einem Lehrerseminar auch eine Gewerbeschule. Am 25. August 1920 wurde Abt Bonifatius von Papst Benedikt XV. zum Apostolischen Vikar von Wonsan und Titularbischof von Appiaria ernannt und schließlich am 1. Mai 1921 von Bischof Mutel in der Seouler Myeongdong-Kathedrale zum Bischof geweiht. 1927 verlegte er die Abtei in den Norden von Korea nach Tokwon in die Nähe der Hafenstadt Wonsan. Am 12. Januar 1940 erfolgte dann die Wahl zum Abt von Tokwon und die Ernennung zum Vikar des Apostolischen Vikariats Kanko durch Papst Pius XII.
In der Nacht vom 9. auf den 10. Mai 1949 wurde das Kloster Tokwon von der kommunistischen Geheimpolizei umstellt und Sauer zusammen mit anderen leitenden Personen verhaftet. Gegen Sauer und seine engsten Mitarbeiter wurde ein Schauprozess wegen antikommunistischer Sabotage geführt, der zu einer bereits vorher feststehenden Verurteilung zu jahrelanger schwerer Zwangsarbeit führte. Der Abtbischof erkrankte während seiner Einzelhaft an Asthma und wurde in den letzten drei Monaten vor seinem Tod nur von einem Mitbruder, Gregor Giegerich, versorgt. Am 7. Februar 1950 um 6 Uhr starb Sauer unterernährt und krank in einem Gefängnis in Pjöngjang, nur drei Tage vor seinem 50-jährigen Profess-Jubiläum. Kurz vor seinem Tod war er völlig abgemagert und konnte vor Schmerzen nicht mehr schlafen. Zwei Tage vor seinem Tod fiel er in ein metabolisches Koma, aus dem er nicht mehr erwachte. Sein Grab ist nicht bekannt.
Am 10. Mai 2007, dem 58. Jahrestag der Besetzung des Klosters Tokwon durch nordkoreanische Truppen, wurde von Abtbischof Simon Ri von der südkoreanischen Abtei Waegwan durch die feierliche Unterzeichnung eines entsprechenden Dekrets die Seligsprechung für die Gruppe Abtbischof Bonifaz Sauer, Pater Benedikt Kim und Gefährten eingeleitet. Als Postulator wurde Pater Eduardo Lopez-Tello García OSB (Dozent am Päpstlichen Athenaeum Sant’Anselmo in Rom und Mitglied der Benediktinerkongregation von St. Ottilien) ernannt, der von den Vizepostulatoren Patres Willibrord Driever und Sabbas Ri unterstützt wird.
Die katholische Kirche hat Abt-Bischof Bonifatius Sauer als Glaubenszeugen in das deutsche Martyrologium des 20. Jahrhunderts aufgenommen.

## Wahlspruch und Wappen

Wappen des Abtbischofs Bonifatius Sauer OSB mit Wahlspruch

Als Bischof wählte Sauer den Wahlspruch Cruce et regula („Durch Kreuz und Regel“).